# 12AT7

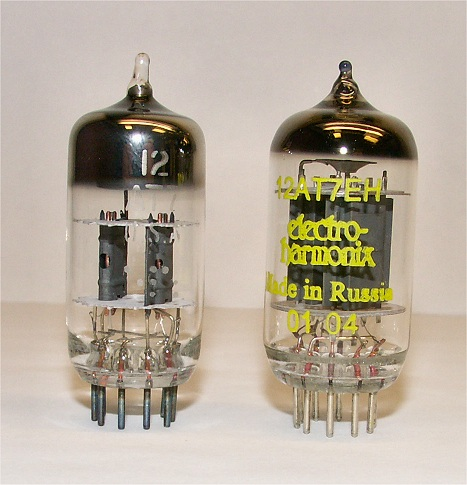
12AT7 de General Electric que se producía antiguamente con "placa angosta" (izquierda) y una de producción actual de Electro-Harmonix con "placa ancha" (derecha)

Distribución de patas según la norma EIA-9A.

12AT7 (también conocido en Europa por la designación de  Mullard-Philips ECC81) es una válvula con dos triodos con ganancia media (60) y una distribución de 9 patas,  frecuentemente utilizada en amplificadores de guitarra . Pertenece a una  familia de  triodos dobles que comparten las mismas patas (EIA 9A), junto a las válvulas 12AU7 de bajo mu y la 12AX7 de alto mu. . 
La 12AT7 tiene una ganancia de tensión algo menor que el 12AX7, pero mayor transconductancia y corriente de placa, lo que lo hace adecuado para aplicaciones de alta frecuencia. 
Originalmente el tubo estuvo diseñado para operación en circuitos de VHF, como conjuntos de televisión y sintonizadores de FM, en convertidores de frecuencia y osciladores, y también utilizada en aplicaciones de audio como driver e inversor de fase en circuitos push-pull en amplificadores.
Esta válvula consiste esencialmente en dos 6AB4s o dos EC92s en un solo tubo.
El tubo tiene un filamento de derivación central, por lo que puede usarse en circuitos de calefacción de 6.3V 300mA o 12.6V 150mA. 
La 12AT7 hasta 2012  era fabricada aún en Rusia (Electro-Harmonix), Eslovaquia (JJ Electronic), y China.